# Alf Lombard
Alf Lombard (París, 8 de juliol de 1902 - Lund, 1 de març de 1996) fou un romanista i especialista en romanès suec.

## Vida i obra
Lombard va néixer a París, fill de pare francès i mare sueca, però es traslladà a Suècia a la mort del seu pare el 1903. Lombard es va doctorar a la universitat d'Uppsala el 1930 sota la direcció d'Erik Staaff amb la tesi Les constructions nominales dans le français moderne: Étude syntaxique et stylistique (Uppsala/Estocolm 1930) i hi va restar com a professor. Posteriorment, el 1937, va ser cridat com a successor d'Emanuel Walberg a la Universitat de Lund i hi restà com a catedràtic de filologia romànica entre 1939 i 1969.
Lombard es considera el fundador dels estudis de romanès a Suècia. El 1934 va fer un viatge a Romania on conegué especialistes com Ovid Densusianu, Alexandru Z. N. Pop o l'aleshores jove Alexandru Rosetti. Aquest viatge fou molt important per als interessos científics de Lombard. Així, de tornada a Suència va donar les primeres classes universitàries sobre el romanès a Escandinàvia. Més tard, hi faria altres viatges, on conegué també Sextil Puşcariu. Amb Alexandru Rosetti mantingué una amistat i una correspondència constants; la correspondència ha estat publicada pel seu interès per a la història de la romanística.
Lombard va ser nomenat doctor honoris causa per les universitats de Caen (1948) i Rennes (1950) i el 1947 fou escollit membre corresponent de l'Acadèmia Romanesa. A la seva jubilació rebé un doctorat honoris causa per la Universitat de Cluj (1969).

## Publicacions
- Europas och den vita rasens språk. En systematisk översikt. Uppsala 1926.
- Un problème stylistique de français moderne, étudié dans les œuvres de Georges Courteline. La prédominance des constructions substantives et abstraites. Uppsala 1927.
- Svensk-fransk parlör med uttalsbeteckning. París 1929.
- La prononciation du Roumain. Uppsala 1935, 1936.
- L'infinitif de narration dans le langues romanes. In: Études de syntaxe historique. Uppsala / Leipzig 1936.
- Le verbe roumain. Etude morphologique. 2 vol. Lund 1954–1955.
- Le rôle des semi-voyelles et leur concurrence avec les voyelles correspondentes dans la prononciation parisienne. Lund 1964.
- Rumänsk grammatik. Lund 1973 (traduït al francès com La langue roumaine. Une présentation. París 1974).
- amb Constantin Gâdei: Dictionnaire morphologique de la langue roumaine. Lund / Bucarest 1981, ISBN 91-40-04782-2.
- amb Greta Brodin i Paolo Ravacchioli: Niloés italiensk-svenska, svensk-italienska lexikon. Estocolm 1963, 1990, ISBN 91-7102-203-1.
- Språken på vår jord. Stockholm 1990, ISBN 91-7868-270-3 (en noruec: Alle jordens språk. Oslo 1996, 2011 ISBN 978-82-530-3389-1).